# Митрофан III Цариградски
Митрофан III Цариградски (грч. Μητροφάνης ὁ Βυζάντιος; 1520 – 9. август 1580) је био васељенски патријарх Цариграда два пута, од 1565. до 1572. и од 1579. до 1580. године.

## Живот
Митрофан је рођен 1520. године, од оца бугарског трговца, у селу Аја Параскева (данас део Истанбула), одакле је и добио надимак Византиос („из Византије“). Његово првобитно име се различито наводи као Манојло или Георгије.
Године 1546. именовао га је за митрополита Кесарије његов лични пријатељ, патријарх Дионисије II Цариградски, који га је послао у Венецију углавном да прикупи средства, али Митрофан је отишао и у Рим и састао се са папом. Године 1548. ова вест је изазвала велику забринутост код дела грчког становништва Цариграда, са нередима и покушајем убиства Дионисија II, који је сматран подједнако кривим као и Митрофан. Дионисије II је био на ивици свргавања, али против њега нису предузете никакве мере јер је уживао подршку Сулејмана Величанственог. Митрофан је свргнут са своје катедре у Кесарији, али му је 1551. опроштено и отишао је да живи у манастир Свете Тројице на острву Халки, где се бринуо о библиотеци и проширио је.

Први пут је изабран за патријарха у јануару или фебруару 1565. године уз подршку богатог и утицајног Михаила Кантакузина Шејтаноглуа. Владао је седам година и покушао је да побољша финансије патријаршије и кроз путовање у Молдавију. Био је човек отвореног ума, књижевности и добронамерен према западњацима, и католицима и протестантима. Године 1568, Митрофан III је издао оштру осуду у енцикличном писму у вези са злостављањем Јевреја на Криту, наводећи:
„Неправда... без обзира на то према коме је поступљено или против кога је учињено, и даље је неправда. Неправедна особа никада није ослобођена одговорности за та дела под изговором да је неправда учињена против иноверца, а не против верника. Као што је рекао наш Господ Исус Христос у Јеванђељима, не угњетавајте нити оптужујте никога лажно; не правите никакву разлику нити дајте простора верницима да повређују оне другог веровања.“
Свргнут је 4. маја 1572. године када је Михаило Кантакузин Шејтаноглу пренео своју подршку младом и бриљантном Јеремији II Цариградском. Након свргавања, како би му се обезбедили финансијски приходи, постављен је за епископа eis zoarkeian (тј. без пастирских обавеза) Ларисе и Хиоса, и вратио се да живи у манастиру Свете Тројице на острву Халки, близу престонице.
Након покушаја да се врати на престо, 1573. године је прогнан на Свету Гору. Шест година касније, након погубљења Михаила Кантакузина Шејтаноглуа и убиства великог везира Мехмеда-паше Соколовића, Јеремија II је изгубио своје присталице, а Митрофан III је успешно враћен на престо 25. новембра 1579. Умро је неколико месеци касније, 9. августа 1580. године, и сахрањен је у цркви Богодорице Памакаристос, тада патријаршијској катедрали.